# Ambassade van de Verenigde Staten in België

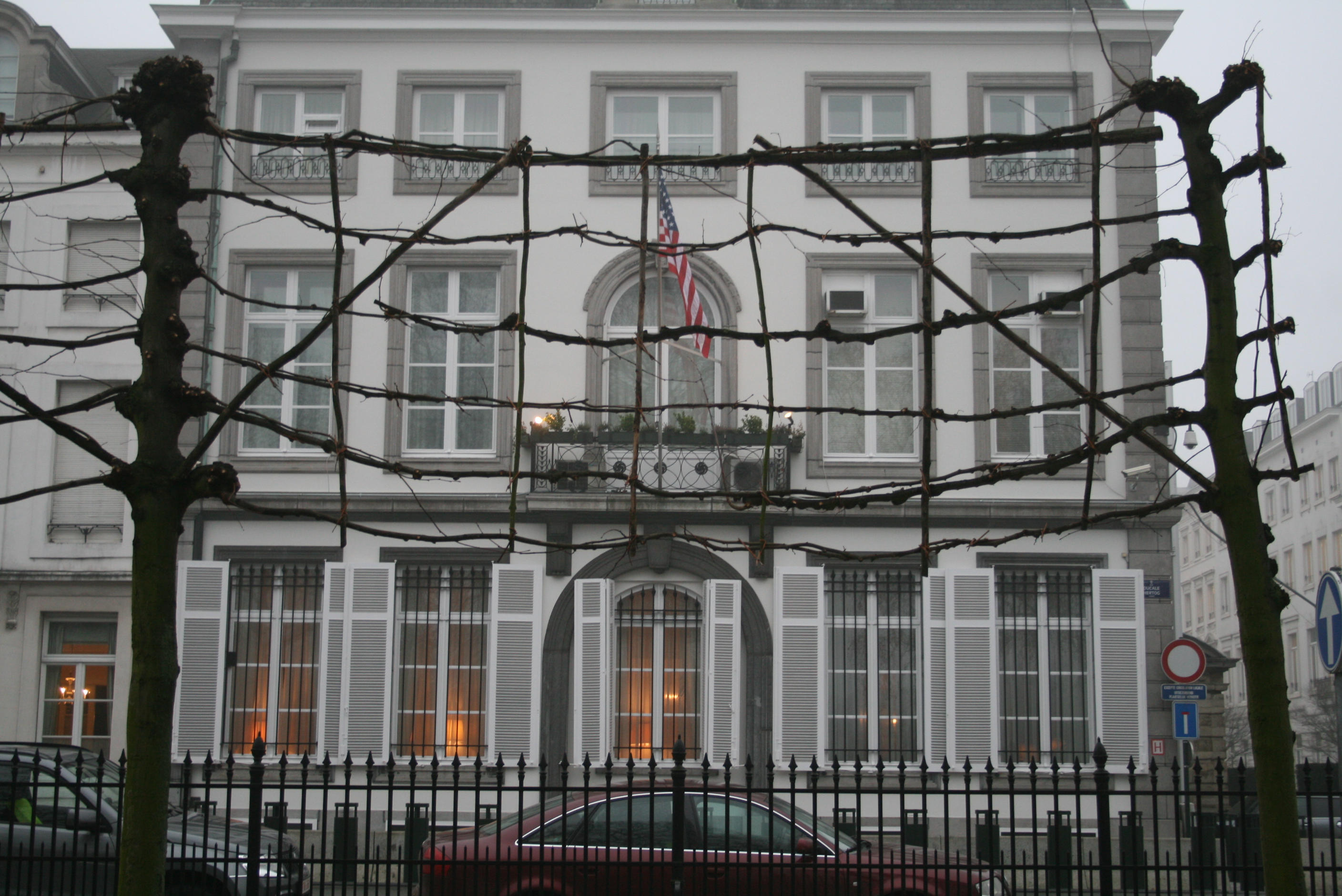
Ambassadeurswoning, kant Hertogstraat

De Ambassade van de Verenigde Staten van Amerika in België staat in Brussel. Het complex bestaat uit drie gebouwen en situeert zich rond de Hertogstraat, de Zinnerstraat en de Regentlaan, waar de hoofdzetel is (op nr. 27).

## Beschrijving

### Ambassadeurswoning
Aan de Zinnerstraat 2 ligt de ambassadeurswoning, gevestigd in een statig hoekpand dat uitkijkt op het Warandepark. Aan de overzijde van de Zinnerstraat ligt een nagenoeg identiek gebouw waarin de exclusieve Warandeclub huist.
Het neoclassicistische pand werd gebouwd in 1780 naar een eenheidsontwerp toegeschreven aan Barnabé Guimard. In die tijd liepen onmiddellijk erachter nog de stadswallen.
In 1889 verwierf Oostenrijk-Hongarije het gebouw van barones d'Overschie om er de legatie in onder te brengen. De eerste gezant was graaf Rudolf Khevenhüller-Metsch, die er zou verblijven tot 1902. In dat jaar volgde een belangrijke verbouwing naar plannen van Henri Maquet. De volgende gezant was Siegfried von Clary-Aldringen. Bij het uitbreken van de Eerste Wereldoorlog ging hij naar Nederland en liet hij het pand aan de Amerikaanse gezant Brand Whitlock. Nochtans zou het nog tot 1947 duren vooraleer de Verenigde Staten het gebouw aankochten.

### Ambassadekantoren
De kantoren van de ambassade zijn ondergebracht in een betonbouw van A.B. Jacobs uit de jaren 1950-51, gelegen aan de Regentlaan 27. Ze werden betrokken in 1953. Op het dak staan een communicatiemast en een aantal kleinere antennes.

### Missie bij de EU
Op de hoek van de Regentlaan en de Zinnerstraat huist de US Mission to the EU. Deze is opgericht in 1961 maar kreeg in 1997 een eigen gebouw, het voormalige Hôtel Warnant. Bij de verbouwingswerken werden drie kleinere 19e-eeuwse panden in de Zinnerstraat afgebroken. Ze waren voordien eigendom van de Regie der Gebouwen maar deze had ze compleet laten verwaarlozen.
In 2014 is Anthony Luzzatto Gardner benoemd tot ambassadeur bij de Europese Unie.

## Veiligheidsperimeter: controverse

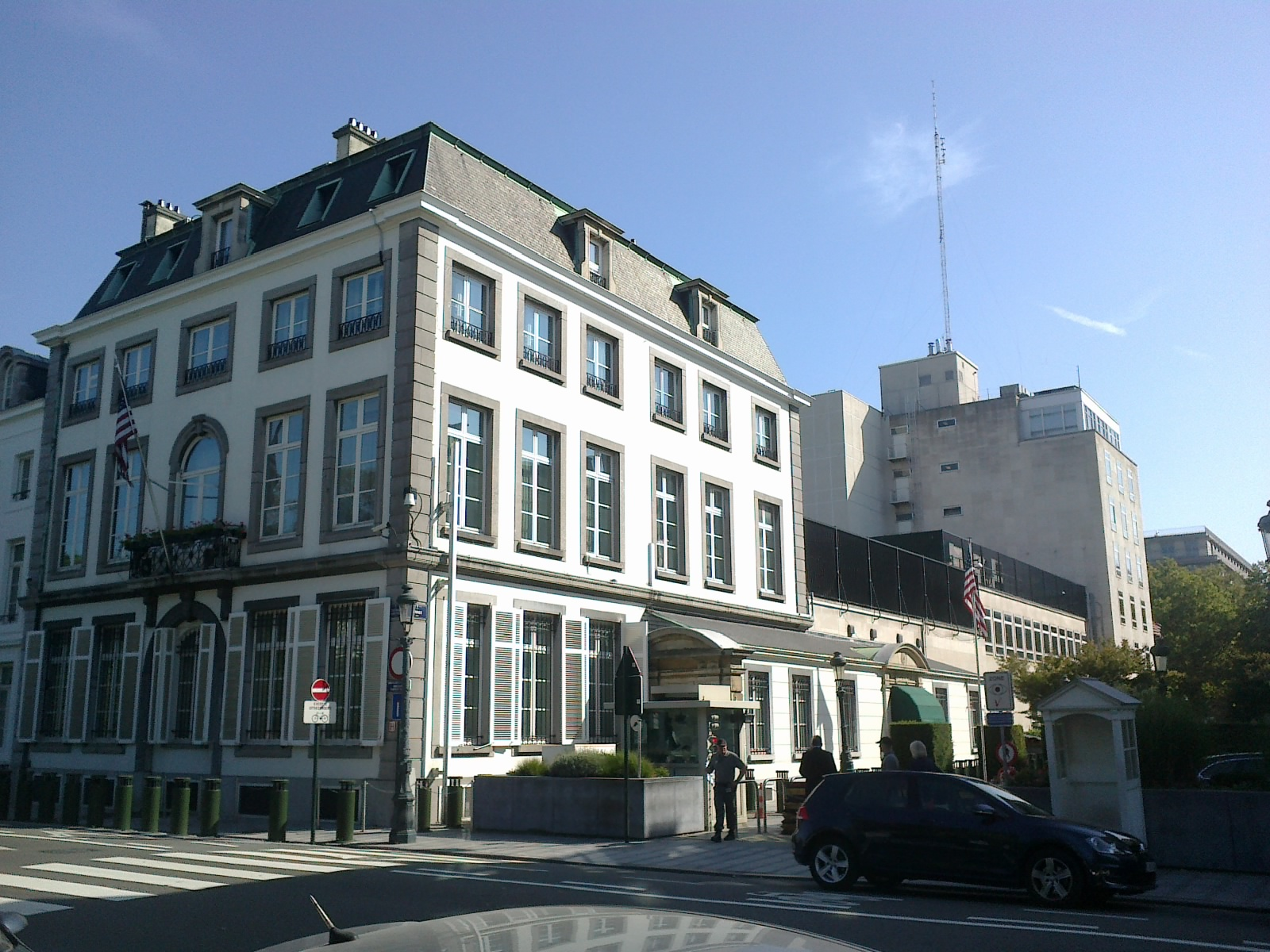
De afgesloten Zinnerstraat

Sedert 2001 zijn ongeziene veiligheidsmaatregelen van kracht rond de ambassade. Er werd een perimeter ingesteld waarbinnen het gebruik van de openbare weg ontzegd wordt aan passanten. Dit was bedoeld als een tijdelijke maatregel waaraan een einde zou komen als de OCAD het alarmniveau voor terreur terug zou laten zakken. Op het terrein verschenen evenwel duurzame constructies: barelen, wachthokjes en in 2008 zelfs een metalen hek waarachter een deel van de Regentlaan verdween. Om de doorgang voor voetgangers en fietsers niet helemaal te versperren, werd een nauw pad aangelegd. De Zinnerstraat werd evenwel in haar geheel geprivatiseerd.
Niet alleen de omvang van de perimeter is controversieel, maar ook de manier waarop hij wordt afgedwongen. Waar in het begin voornamelijk de Belgische politie de controles deed, kregen gaandeweg private bewakingsdiensten steeds grotere bevoegdheden. Ondanks de autorisatie door de minister van Binnenlandse Zaken, gebeurde dat in de illegaliteit. Pas in 2004 werd het wettelijk mogelijk dat private bewakers controles doen op de openbare weg, mits een en ander wordt uitgewerkt in een bijzonder politiereglement. Zulk reglement kwam er maar eind 2011. De burgemeester ontkende niet dat daarmee een onrechtmatige situatie werd geregulariseerd.
Desondanks zijn er gevallen gesignaleerd waarin de bewakingsagenten mensen buiten de perimeter tot de orde roepen, hen verbieden foto's te nemen en zelfs ermee dreigen het fototoestel te confisqueren.

## Verhuizingsplannen
In 2022 kondigde de ambassade plannen aan om te verhuizen naar een nieuw gebouw aan de Sint-Michielswarande in Etterbeek.